# Bartramiales
Bartramiales là một bộ rêu.

## Phân loại học
Bộ Bartramiales chứa duy nhất một họ với 9 chi.
Family Bartramiaceae Schwägr.
- Anacolia  Schimp.
- Bartramia  Hedw.
- Breutelia  (Bruch & Schimp.) Schimp.
- Conostomum  Sw., Fleischerobryum Loeske
- Flowersia  D. G. Griffin & W. R. Buck
- Leiomela  (Mitt.) Broth.
- Neosharpiella  H. Rob. & Delgad.
- Philonotis  Brid.
- Plagiopus  Brid.